# Marie Prudence Plisson
Pour les articles homonymes, voir Plisson.
Marie-Prudence Plisson, baptisée le 27 novembre 1727 à Chartres où elle est morte le 16 décembre 1788, est une femme de lettres et poétesse française.

## Biographie
Née à Chartres le 27 décembre 1727, Marie-Prudence Plisson est la fille de Thomas Plisson, procureur au bailliage, et de Prudence d'Auvergne,. Son nom est cité parmi les sages-femmes célèbres, même si « elle se rendit moins célèbre dans la pratique de l'art des accouchemens que dans la culture des lettres et des sciences naturelles ».
Elle montre très tôt un grand intérêt pour la littérature et publie des poèmes à l'âge de dix-huit ans, insérés dans les journaux de son époque : une Ode sur la vie champêtre (1750), pour laquelle elle remporte l'anémone au concours des Jeux floraux en 1751, des Stances sur la naissance du duc de Bourgogne et du duc d'Aquitaine (1753). 
Acquise aux idées philanthropiques, elle publie en 1758 un Projet d'une société pour soulager les pauvres de la campagne, conçu à la suite de dégâts occasionnés par les pluies,.
En 1764, elle prend part au débat médical concernant la légitimité de l'enfant né dix mois et dix jours après la dissolution du mariage, et fait paraître, en 1765, Réflexions critiques sur les écrits qu'a produit la question de la légitimité des naissances tardives. L'ouvrage est considéré par Aloïs Delacoux non pas comme « un résumé de tous les écrits qui traitent des naissances tardives, mais un examen approfondi de la question, l'œuvre d'un esprit supérieur et logique ». 
S’intéressant aussi à la physiologie du chat, elle pose la question : « Quel animal plus répandu et plus à portée d'être examiné par des gens instruits que le chat ? »
Baptisée en l’église Sainte-Foy, Marie Prudence Plisson a été inhumée, le 19 décembre 1788, au cimetière de l’église Saint-Martin-le-Viandier (d) .

## Publications
- Ode sur la vie champêtre, 1750.
- Stances sur la naissance du duc de Bourgogne et du duc d'Aquitaine, 1753.
- Projet d'une société pour soulager les pauvres de la campagne, Chartres, Fr. Le Tellier, 1758.
- Réflexions critiques sur les écrits qu'a produit la question de la légitimité des naissances tardives, Paris, Veuve Duchesne, 1765 (lire en ligne).
- La Promenade de province, nouvelle, avec les voyages d'Oromasis dans l'île de bienveillance et dans la planète de Mercure, Paris, Lamy, 1783.
- Maximes morales d'un philosophe chrétien, Paris, Lamy, 1783 (lire en ligne).